# Santa Cruz dos Milagres
Santa Cruz dos Milagres este un oraș în Piauí (PI), Brazilia. 